# منطقة جودبور
جُدبُور أو (نقحرة: جودبور) رمزها «JO» (بالإنجليزية: Jodhpur)‏ ، هو تقسيم إداري لدولة الهند تتبع ولاية راجستان (بالإنجليزية: Rajasthan)‏ ، مركزها هو مدينة جُدبور (بالإنجليزية: Jodhpur)‏ عدد سكانها حسب تعداد سنة 2001 هو 2,880,777 ، مساحتها 22,850 كم² وكثافة السكان 126 لكل كم² .